# Apizaco (municipi)
Apizaco és un municipi de l'estat de Tlaxcala. Apizaco és el cap de municipi i principal centre de població d'aquesta municipalitat. Aquest municipi és a la part est de l'estat de Tlaxcala. Limita al nord amb els municipis de Atlangatepec, al sud amb Tlaxcala, a l'oest amb San Pablo del Monte i a l'est amb Ixtenco.